# Stråssa
Stråssa – miejscowość (tätort) w Szwecji, w regionie administracyjnym (län) Örebro, w gminie Lindesberg.
Według danych Szwedzkiego Urzędu Statystycznego liczba ludności wyniosła: 288 (31 grudnia 2015), 262 (31 grudnia 2018) i 243 (31 grudnia 2019).